# 黃世澤 (時事評論員)
黃世澤（英語：Martin Oei，1978年4月7日—），香港時事評論員，原籍印尼蘇門答臘島亞齊省蘭沙市，英籍華裔印尼人，曾於香港及新加坡報章以文興和林文放等筆名投稿評論時事，政治上取向支持泛民主派，為《零八憲章》第五批簽署者，曾為D100《維多利亞講》（與林忌主持）及《風波裏的茶杯》主持。現居德國。

## 求學時期
1978年4月7日，黃世澤生於英屬香港，父母原籍印尼，為英籍華裔印尼人（他聲稱自己原籍印尼蘇門答臘島亞齊省蘭沙）。1997年於金文泰中學中七畢業，2000年於香港中文大學政治與行政學系畢業。
十五歲時，他投稿《明報》校園版，批評中學。十七歲考畢會考後，報章（黃稱為成人世界）第一次刊登其評論。大學時期曾投稿《明報》、《信報》、《蘋果日報》、《信報月刊》。

## 媒體經歷
畢業後，黃世澤曾為香港中文大學政治與行政學系兼職講師、香港互聯網專業人員協會政策小組召集人、香港商業電台研究員。
黃世澤曾擔任香港電台電視部《五稜鏡》評論員、香港商業電台節目《風波裡的茶杯》資料搜集員、《光明頂》代主持、A45網絡電台技術支援。此外，他是Radio-45創辦人之一。

## 移居德國後

### 關注BNO平權議題
多年來，黃世澤關注英國國民（海外）（BNO）平權議題，並在2017年提出意見，例如：彭定康於國會提出 British Nationality (Hong Kong) Bill（中譯：《英國國籍（香港）法案》）；一律註銷2014年間任職警察、入境處、民建聯、工聯會、經民聯、自由黨、新民黨、西九新動力、新界社團聯會、懲教署等十個組織的成員、其家屬之英國公民、英國國民（海外）護照；因簽證截止日期而未能取得護照人士，應可以重新獲得英籍。
2020年7月1日，英國外交大臣透露，持有BNO護照的香港人將獲准進入英國工作、生活五年，之後可以申請「定居」，12個月可以申請入籍。
2023年，黃世澤於網誌撰文，認為BNO Visa是中途站方案，最終仍然是平權，未敢平權的原因是戰略考量。由當天起明確向世界講BNO平權、取回強積金是反歧視，反對中國「將黑講成白」的歪理。文末更指第一步是BNO平權，第二步是讓台灣正名，由中華民國改成台灣民國，成為聯合國成員國，堂堂正正負起國家權利及義務。
2024年11月1日，英國政府回覆請願，將致力於英國國民（海外）計劃，容許持有人及其家人在英國生活、學習、工作。然而，目前沒有計劃修改法例，立即授予他們英國公民身份。
2025年5月12日，英國首相公布新移民政策的白皮書，當中包括將得到永久居留的等待期由5年延長至10年，以及提高所有移民途徑的英語能力要求。這引起部份移英港人恐慌，擔心BNO簽證持有人亦會受新政策影響。據悉，新政策或適用於已經在英的工作簽證持有人，未知BNO簽證會否受影響。

### 設立五毛黨資料庫2.0、連登五毛黨名冊
黃世澤一直設立五毛黨資料庫。2019年1月24日，他於網誌撰文，有感資料過於簡陋，耗費過多時間，未能有效清除五毛，遂設立五毛黨資料庫2.0。
2021年2月17日，他於網誌撰文，以清理連登垃圾為由，設立連登五毛黨名冊。

### 建議由彭定康主持獨立調查委員會
2019年3月15日，香港開始反對逃犯條例修訂草案運動。
7月25日，黃世澤於網誌撰文，以彭定康的民望、曾帶領北愛爾蘭警隊、認識香港為由，認為他主持獨立調查委員會，可取信於各界，讓警隊重新上路。

### 呼籲支持者影香港獨立黨成員大頭
2019年12月15日，黃世澤於網誌撰文，認為香港獨立黨是「神棍」，呼籲支持者必須視之為賊，影黨員大頭。文末更表示「係時候鏟起佢哋」。

### 支持民主派初選
2020年7月9日，民主派初選投票前夕，黃世澤拍片呼籲支持者必須投票，認為是向美國人展現香港人決心，亦是評估香港政府是否有意於九月舉行立法會選舉。他批評曾國衞稱初選犯國安法的言論，質問曾「痴咗邊條筋」。另外，他表示若曾國衛、林鄭月娥等人強行以警察驅散初選活動，或取消初選得勝者參選資格，會令西方社會覺得港府無意於九月舉行立法會選舉，斷言七月會出現所有制裁。
片中，他批評黃碧雲為「政棍」，呼籲選民踢走她；並透露自己若然投票，會被逼在「超級區議會」全部押注民主黨，忍痛投「國會之父」涂謹申；對梁國雄有保留。他直言反對初選者一定是「鬼」，不會投票予希望「執死雞」的候選人，呼籲支持者一票不投鄭松泰。

### 呼籲支持者去信英國保守黨，解僱自民黨議員助理
2022年10月，英國自由民主黨下議院議員助理，移英港人崔天成公開批評保守黨前黨魁及時任黨魁，黃世澤發動支持者集體去信保守黨，呼籲保守黨解僱崔天成。
無神論者的巴別塔於白兵YouTube頻道提到英國議員的感受，他們認為香港人政黨不分，遇到不滿意之事便寫信投訴，要求解僱議員助理。巴別塔表示去信者不應以香港人身份丟架，影衰香港人。

### 涉煽惑杯葛區議會選舉被通緝
2023年12月5日，廉政公署指黃世澤涉嫌於2023年區議會選舉期間（2023年10月31日至12月4日），分別在三個網上社交媒體平台，展示一段影片及兩則貼文，煽惑他人在區選中不投票。由於他已離港，裁判法院遂簽發手令通緝他歸案。
同日，黃世澤於YouTube頻道，就廉署通緝自己一事直播，表示自己並沒有難受的感覺，視之為光榮。此外，他自詡為叛諜裁判，幫港人發聲，聲稱應制裁廉署調查員、檢察官。

### 黑客入侵YouTube頻道
2025年2月20日，黃世澤於其後備YouTube頻道直播，表示自己在英國時間晚上十時多，失去主YouTube頻道控制權。他質疑黑客為馬來西亞人，表明不會放過任何牽涉的域名。除此之外，他認為Google有內鬼，不相信劉正沒有牽涉在內。
他呼籲支持者毋需訂閱後備頻道，因為不會再上載影片（惟其後再次直播）。他表示若有新訂閱者，會即時懷疑是機械人帳戶。一日後，他的YouTube頻道消失，全部影片下架。後來成功恢復帳戶。

### 人生獨白影片
2025年6月18日，黃世澤在其後備YouTube頻道直播三段人生獨白影片，第一段表示由於人生企劃失敗，將會按步就班結束人生，惟直播完畢後，馬上轉為私人影片。第二、三段影片改為「不怕死爆料」，多次強調自己「爛命一條」、「本死無大害」，批評鄭經翰、黃毓民、劉正、白兵、渾水等人，呼籲讀者舉報巴別突擊塔3.0、3.1專頁；研究天生巨嬰黃露械2.0 Facebook群組等。除此之外，他認為廉署通緝自己是鄭經翰所為，並表示自己不會返港，希望在離開前結清所有款項。

## 個人生活
黃世澤曾在評論時事人物時稱患有亞氏保加症，人生獨白直播中，他透露自己在英時情緒崩潰，處於抑鬱狀態兩年。

## 爭議

### 與中文大學校友舌戰
2005年6月26日，《香港蘋果日報》報導，香港中文大學評議會舉行會員大會，黃世澤參加評議會常委選舉，他稱參選理由是「評議會的確在中大國際化的問題上黑箱作業」，引發與老一輩校友的舌戰，結果落選。同日，黃世澤在《香港獨立媒體》批評，《香港蘋果日報》「將整個評議會過程，只是重點突出有校友問『黑箱作業』那部分，然後加上其他部分東拼西湊，都居然可以成報導」。

### 被指向他人動武
2006年6月4日，有消息指黃世澤於維園六四燭光晚會中试图攻击在场派发传单的網政廿一女义工「芝心小熊」，事後《成報》【情色都市】專欄作家李偉儀於該專欄發表文章談及該事，芝心小熊亦將相關文章放到網誌。2006年6月9日，黃世澤在《香港獨立媒體》反控，芝心小熊在他面前叫囂要取律師函之後，他「瞪了她一眼，並無任何動作」，「之後我見她向我展示中指然後離開，期間並無任何人聲稱干涉或阻止，我亦不見李偉儀女士在現場目擊事件」，他「對李偉儀小姐基於錯誤的事實寫下誹謗的文章感到遺憾，並保留一切追究權利」。2006年6月10日，芝心小熊透過李偉儀在《香港獨立媒體》發布五點回應，駁斥黃世澤，「對於黃先生對本人之誣衊及對事件的無理推測深感憤怒，希望黃先生儘快作出解釋，並希望黃先生不要利用法律恐嚇本人」。

### 「BNO與居歐權」事件
2007年起，黃世澤稱，歐洲聯盟《里斯本條約》生效後，英国国民（海外）（BNO）持有人可以成為歐盟公民、獲得歐洲居留權；並表示已有BNO持有人成功闖關。2009年12月1日，《里斯本條約》生效，有香港網民聲稱買了機票準備移民歐洲。2009年12月4日，歐洲聯盟駐香港及澳門辦事處和英國駐香港總領事館否認該謠言，澄清英國政府早已宣布BNO持有人不會獲得居英權，其地位也不會因《里斯本條約》生效而改變；歐盟駐港辦事處表示，依《里斯本條約》規定，只有英國公民、受惠於1981年英國國籍法案第四部分的人士、英國海外領土直布羅陀公民，才能以英國護照成為歐盟公民。
2009年12月7日，黃世澤投書《香港蘋果日報》，表示香港的英籍人士應該有全面英國公民權利，不容英國政府無理剝奪香港人的天賦權利，並指出部分歐洲國家已對英國國民（海外）護照持有人視為歐盟公民身分而發出居留准證（residence permit），包括以嚴謹著稱的德國；他又要求歐盟與英國公開交代。及後，12月13日及14日，香港作家陶傑於《蘋果日報》專欄撰文評論，只有英國內政部仍然懂得英籍和BNO的分別，英國地方政府和一般英國人早已把BNO忘得一乾二淨，其他歐盟國家的官員更不用說，「灰色的條文一旦見光，（英國）政府內政部就會明文指令各地教育局區別兩種護照」；同時不點名批評黃世澤是「最蠢最蠢的小老鼠」。另外，12月10日陶傑於香港商業電台雷霆881聲音專欄《陶言無忌》指出，張揚有關法律漏洞，只會逼使英國立即修改法例，任何人從此無法鑽法律空子。
2009年12月22日，黃世澤在MyRadio節目《家豪會客室》接受主持人李家豪訪問，黃世澤質疑《香港蘋果日報》報道歐盟駐港辦事處和英國駐港總領事館否認「BNO獲居歐權」的說法存在疑點，指該報道並無引述發言出自哪位官員，可能只是「記者打電話到旅遊熱線得知」。黃世澤並聲稱歐盟駐港辦事處無權解釋《里斯本條約》，並指「BNO的居歐權極具爭議」、「官方連新聞稿也不發，是怕有司法覆核」、「歐盟不能代表所有歐盟各國海關發言」、「歐盟國家對種族歧視的指控很忌諱」、「BNO持有人沒有居英權，是種族歧視」。黃世澤更建議香港網民，如要成功「移民」，就不要取道愛爾蘭，取道德國、荷蘭或挪威則「較有機會」。黃世澤亦表示要「挑戰」質疑他的人，指如有人申請被拒，可將有關文件正本給他看，他會為他們給予法律意見，但他不會作出任何保證和賠償。李家豪遂向黃世澤詢問他是向誰諮詢歐洲法，黃世澤回答那是來自他「很多熟悉歐洲法的德國朋友」。李家豪再詢問黃世澤，會否以其「傳媒的身分」求證其理據；黃世澤激動表示「求甚麼證？五毛黨怎樣都會質疑我的固定看法」，並質疑李家豪的問題用意是設圈套讓他「中計」，一度揚言要離席而去。

### 代購口罩事件
2020年8月3日，《輔仁媒體》報道多名香港市民曾經向黃世澤的網店代購德國口罩，在訂購後六個月依然未能收取口罩。期間，買家多次催促交貨或要求退款，皆不得要領。黃世澤向買家退款後，在其網店「不受歡迎客人政策」頁面公佈有關客戶的私隱資料，包括：姓名、電話、住址和電郵地址。因此，有關客戶向《輔》總編輯容樂其求助，黃世澤即威脅會進一步公開投訴人的個人資料。香港時事評論員王岸然在Facebook發文，指「個人不願見此人（黃世澤）被引渡回港浪費港人資源」，建議求助人向香港個人資料私隱專員公署報案、向德國駐香港總領事館尋求協助。容樂其認為香港及德國執法部門應該介入，還在Facebook發文諷刺黃世澤：「人地俾左錢，你唔交貨；人地追究，你話國安搞你。信你嘅叫on9」（別人給了錢，你不交貨；別人要追究，你就說國安人員害你。相信你的是白痴）。

### 「熱狗」定義
2022年起，黃世澤於影片中廣泛定義「熱狗」為「黃毓民教出嚟嘅徒子徒孫」。其後，無神論者的巴別塔於白兵YouTube直播透露黃的「熱狗」名單，當中包括：北韓最高領導人金正恩、南韓總統尹錫悅、印尼政府、柬埔寨政府、連登創辦人許業珩、勇武派、連登會員（連登仔）、德國左翼等，以至所有黃世澤不喜歡的人物以及組織都被定為「熱狗」，例如：習近平、普京、塔利班、哈馬斯、匈牙利總理奧班·維克多、英國改革黨、德國另類選擇黨等。相反黃世澤喜歡的人物以及組織，即使政策及思維與黃大相逕庭，黃都會盡量避免令他們成為「熱狗」，例如：民進黨、江澤民、拜登執政時的美國民主黨、英國前首相鮑里斯·約翰遜、李嘉誠家族等。

### 陳橋攝影集事件中支持劉細良
2024年4月6日，香港首代華人攝影記者陳橋離世，終年96歲。同月19日舉行追思會。翌日，作家陳韻文在面書發文，指陳橋家人在追思會上，以幻燈片放出劉細良出版的2017年版《鏡頭下的歷史》，照片下有英文字申明該書未獲陳橋同意刊印。
4月28日，劉細良於其YouTube頻道發表關於2017年版《鏡頭下的歷史》的7分鐘聲明。他說於2017年1月在溫哥華收到香港記者協會前總幹事聶德寶電話，邀請他去訪問身在溫哥華的陳橋，2017年1月12日，劉細良與陳橋見面，訪問期間陳橋拿出2006年版的《鏡頭下的歷史》，向劉氏表示希望再版。之後劉細良及鄺穎萱聯絡《南華早報》，並於2017年3月6日獲得《南華早報》的授權，可免費使用《南華早報》擁有版權及陳橋拍攝的相片，以出版不多於5000本的《鏡頭下的歷史》，過程中劉氏有以電話與陳橋保持聯絡，之後陳橋將一張儲存相片的光碟寄至香港上書局的辦公室，劉氏得到《南華早報》確認光碟內的相片之版權屬於《南華早報》。2017年7月，《鏡頭下的歷史》出版了1000本，劉細良親身將新書送到陳橋手上，以至後來茶聚，陳橋也有在現場為讀者簽書。
4月29日，黃世澤於其網誌發文，表示自己曾任職《南華早報》一段時間，《南早》版權管理一直有制度、歷史，從一開始便不相信陳橋女兒。除此之外，他認為陳橋攝影集風波很大程度上是評論人私怨先行的鬧劇，亦反映香港自媒體墮落。

## 部份著作
- 《網絡經濟危與機》（與廖振華、梁嘉銳、鄒崇銘合著，香港：網上頻道有限公司，2000年，ISBN 978-9628595525）
- 《科技浪潮下的美麗新世界？——科技分隔、貧富不均與全球化》（香港：樂施會，2003年，ISBN 978-9626640135）
- 《天神村南洋政治》（香港：圓桌精英有限公司，2011年，ISBN 978-9881545497）

## 外部連結
- 黃世澤個人網誌 （页面存档备份，存于）
- 黃世澤的Facebook專頁
- 黃世澤的X（前Twitter）
- YouTube上的黃世澤頻道（主力）
- YouTube上的黃世澤頻道（後備）
- 《有誰共鳴 林文放》，香港中文大學刊物《大學線》第27期
- 《「光明頂」謬論被投訴 （页面存档备份，存于）》，《文匯報》，2003-11-04